# Loxoblemmus fletcheri
Loxoblemmus fletcheri is een rechtvleugelig insect uit de familie krekels (Gryllidae). De wetenschappelijke naam van deze soort is voor het eerst geldig gepubliceerd in 1935 door Lucien Chopard.